# Stichting Françoise van den Bosch
De  Stichting Françoise van den Bosch is een Nederlandse stichting met het doel sieraadontwerpers te stimuleren en meer aandacht te genereren voor het vakgebied door onder meer lezingen en tentoonstellingen te organiseren alsook door het aankopen van werk ten behoeve van de Collectie Françoise van den Bosch en het toekennen van een tweejaarlijkse prijs, de Françoise van den Bosch Prijs. De stichting is gevestigd te Amstelveen en is vernoemd naar beeldend kunstenaar Françoise van den Bosch. 

## Collectie Françoise van den Bosch
De artistieke nalatenschap van Françoise van den Bosch bestaat uit eigen werk, waaronder experimenten en werk van tijdgenoten met wie ze objecten ruilde. De collectie is eigendom van de Stichting Françoise van den Bosch en is in beheer bij het Stedelijk Museum in Amsterdam, dat delen van de collectie in wisselende opstellingen toont vanaf de heropening in 2012.
De collectie bestaat onder meer uit de nalatenschap van Van den Bosch en aankopen van winnaars van de Françoise van den Bosch Prijs en andere ontwerpers, waaronder Gijs Bakker, David Bielander, Helen Britton, Paul Derrez, Iris Eichenberg, Marijke de Goey, Marion Herbst, Maria van Kesteren, Susanne Klemm, Ted Noten, Ruudt Peters, Annelies Planteydt, Robert Smit, Terhi Tolvanen en Andrea Wagner.

## Françoise van den Bosch Prijs
De Françoise van den Bosch Prijs wordt eens in de twee jaar door de Stichting Françoise van den Bosch uitgereikt aan een sieraadontwerper of ontwerper als blijk van erkenning van zijn of haar oeuvre. Doorgaans is de winnaar jonger dan 33 jaar, de leeftijd waarop Françoise van den Bosch stierf. De toekenning van de prijs geschiedt aan de hand van een steeds wisselende jury met daarin onder meer de vorige prijswinnaar en een bestuurslid van de stichting. De prijs bestaat uit een bedrag van vijfduizend euro en de aankoop van een object van de winnaar ten behoeve van de Collectie Françoise van den Bosch. Naast een geldbedrag ontvangt de winnaar tevens een object in opdracht van de stichting vervaardigd. Zo ontwierp Noon Passama de trofee die in 2008 aan Ted Noten werd uitgereikt.

## De Piet Hein Verspyck Mijnssen Jong Talent Stimuleringsaankopen
Vanaf 1997 koopt de stichting, in de jaren dat de Françoise van den Bosch Prijs niet uitgereikt wordt, voor een niet gefixeerd budget werk aan van jong talent, elke keer uit een ander land. Officieel wordt dit de Piet Hein Verspyck Mijnssen Jong Talent Stimuleringsaankopen genoemd. De prijs is vernoemd naar de zwager van Françoise van den Bosch, Piet Hein Verspyck Mijnssen (1945-2009), die in de periode 1980 tot 2009 penningmeester van de stichting was.

### Winnaars van de Françoise van den Bosch Prijs
- 1980 Paul Derrez
- 1982 Marion Herbst
- 1984 Pierre Degen
- 1986 Marijke de Goey
- 1988 Gijs Bakker
- 1990 Otto Künzli
- 1992 Manfred Bischoff
- 1994 Esther Knobel
- 1996 Onno Boekhoudt
- 1998 Bernhard Schöbinger
- 2000 Ruudt Peters
- 2002 Warwick Freeman
- 2004 Robert Smit
- 2006 Karl Fritsch
- 2008 Ted Noten
- 2010 Lisa Walker
- 2012 David Bielander
- 2014 Sophie Hanagarth
- 2016 Marc Monzó
- 2018 Lin Cheung

## Geschiedenis
De stichting werd opgericht op initiatief van onder anderen Liesbeth Crommelin, Jerven Ober en Annelies van der Schatte Olivier in 1980. 
In 1982 startte de stichting met het uitreiken van een object aan personen die zich verdienstelijk hebben gemaakt voor de bevordering van de belangstelling voor het hedendaagse sieraad. De eerste opdracht voor een ontwerp voor het uit te reiken object werd gegeven aan Maria van Kesteren en het duo Frans van Nieuwenborg en Martijn Wegman. Het ontwerp van Van Kesteren won en werd tussen 1983 en 1987 uitgereikt; aan Bernardine de Neeve, Pierre Degen, Hyke Koopmans en Margje Blitterswijk van Galerie Het Kapelhuis, Marijke de Goey en Benno Premsela. Het ontwerp van Van Nieuwenborg en Wegman werd aangekocht voor de Collectie Françoise van den Bosch. In 1987 werd in samenwerking met Galerie Het Kapelhuis te Amersfoort een wedstrijd uitgeschreven voor een nieuwe prijs, waarop 54 inzendingen werden ontvangen. De ontwerpen werden tentoongesteld nog datzelfde jaar in de nieuwe behuizing van de galerie. Er werd gekozen voor een ontwerp van Annelies Planteydt. Dit object is uitgereikt aan onder meer Gijs Bakker, Otto Künzli en Ralph Turner. Eén exemplaar bevindt zich in de collectie van de stichting. 
Jerven Ober was voorzitter van het bestuur van 1980 tot 1991. Hij werd opgevolgd door Paul Derrez, die voorzitter was van 1991 tot 2000. Liesbeth den Besten volgde Derrez op.
Andere leden van het bestuur waren Liesbeth Crommelin (1980-1989), Marion Herbst (1989-1995), Gijs Bakker (1995-2005), Manon van Kouswijk (2006-2008) en Rob Koudijs (2000-2012).